# 322390 Planes de Son
322390 Planes de Son este un asteroid din centura principală de asteroizi.

## Descriere
322390 Planes de Son este un asteroid din centura principală de asteroizi. A fost descoperit pe 9 iunie 2004 la Kitt Peak National Observatory, în cadrul proiectului Spacewatch. Asteroidul prezintă o orbită caracterizată de o semiaxă mare de 3,23 ua, o excentricitate de 0,09 și o înclinație de 5,6° în raport cu ecliptica.